# Tyndall (cràter marcià)
Tyndall és un cràter d'impacte pertanyent al quadrangle Cebrenia del planeta Mart, localitzat a les coordenades 40.0° Nord de latitud i 190.1° Oest de longitud. Mesura aproximadament 87 quilòmetres en diàmetre i deu el seu nom al físic irlandès John Tyndall (1820-1893). El nom va ser aprovat en 1973 per la Unió Astronòmica Internacional.